# Južnomalaitski jezici
Južnomalaitski jezici, malena skupina austronezijskih jezika sa Solomonskih otoka koja čini jednu od tri podskupine malaitskih jezika. Govore se na otocima Maramasike ili South Malaita, Malaita, Ulawa i Three Sisters Islands, provincije Makira i Malaita.
Njima govori blizu 32.000 ljudi. Podskupina obuhvaća jezike ’are’are [alu] (17.900; 1999 SIL); dori’o [dor] (2.410; 1999 SIL); gotovo izumrli oroha [ora] (38; 1999 SIL); i sa’a [apb] (11.500; 1999 SIL).

## Vanjske poveznice
- Ethnologue (14th)
- Ethnologue (15th)